# ヴァランシエンヌの戦い (1656年)

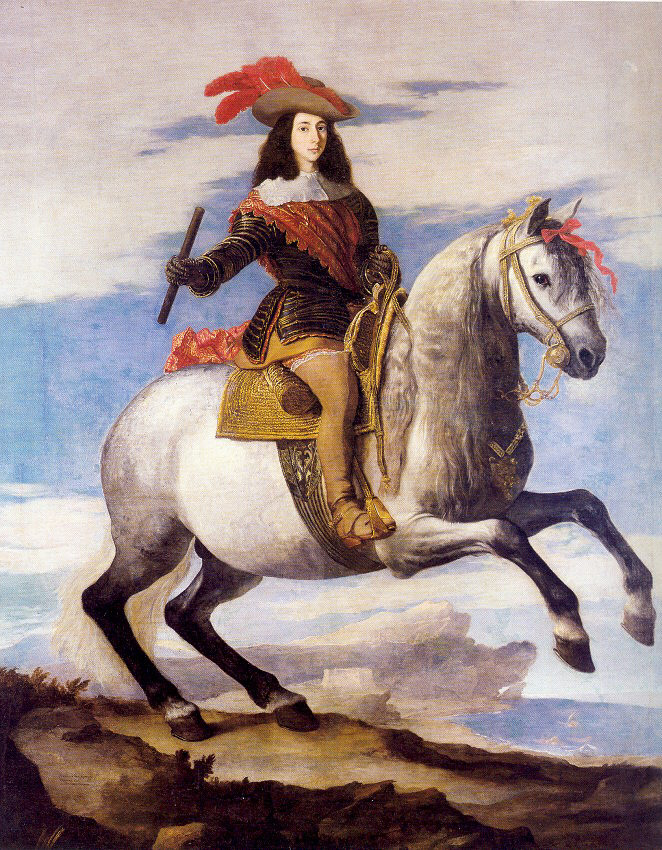
スペイン軍の指揮官フアン・ホセ・デ・アウストリア

ヴァランシエンヌの戦い（ヴァランシエンヌのたたかい、英語: Battle of Valenciennes）はフランス・スペイン戦争中の1656年7月16日、フアン・ホセ・デ・アウストリア率いるスペイン軍とフランス元帥のテュレンヌ子爵率いるフランス軍の間で、スペイン領ネーデルラントのヴァランシエンヌ近郊で行われた戦闘。テュレンヌ元帥の長い軍歴の中にある、数少ない敗北のうち最悪のものとなり、17世紀のスペインにおける最後の大勝利となった。

## 背景
1656年5月18日、テュレンヌ子爵率いるフランス軍は要塞化されたヴァランシエンヌに接近、包囲した。ヴァランシエンヌの駐留軍はフランシスコ・デ・メネセス（Francisco de Meneses）率いるスペイン軍だった。良く計画された包囲に駐留軍は疲弊、6月末にはスペイン領ネーデルラント総督フアン・ホセ・デ・アウストリアがヴァランシエンヌはもうもたないと考え、救援に向かう決定を下した。
115個騎兵隊と31個歩兵隊で構成されたフランス軍はスヘルデ川の両側でさらに2隊に分け、テュレンヌとアンリ・ド・ラ・フェルテ＝センテール元帥がそれぞれを率いたが、これにより連絡の問題が生起した。

## 戦闘
7月15日の夜、ヴァランシエンヌの要塞がもう少しで降伏する中、81個騎兵大隊と27個歩兵大隊で構成されたスペイン軍が到着した。スペイン軍はフランス軍から約1リーグのところで停止、攻撃を準備した。攻撃は4手に分けて行われた：
1. フアン・ホセ・デ・アウストリアとカラセナ侯爵（英語版）率いるスペインとアイルランド歩兵（英語版）。
2. リーニュ公爵率いる騎兵。
3. コンデ公ルイ2世率いる、自身とヴュルテンベルク公エーバーハルト3世の軍勢。
4. マルサン伯爵（英語版）率いる新軍。

コンデ公はテュレンヌ元帥の部隊を急襲、その攻撃の激しさを前にフランス軍の抵抗が失敗に終わった。フアン・ホセ・デ・アウストリアもその勇猛さを示した。テュレンヌはスペイン軍の陽攻を撃退した後、ラ・フェルテ元帥を助けようとしたが失敗、ル・ケスノワまで撤退して軍を再編成した 。
スペイン軍はラ・フェルテ元帥を含むフランス軍の士官400人と兵士4千人を捕虜にした（フランス側の文献では士官77人と兵士1,200人とした）。その持ち物や補給も奪われたため、強襲用の大砲50門、そしてフランス軍の指揮官と宮廷の間の手紙もスペインの手に落ち、フランス軍の詳細がスペインに知られる結果となった。ラ・フェルテの部隊は混乱に陥り、武器を捨てて逃げたが、逃げおおせたのは2千人だけだった。

## その後
ヴァランシエンヌで敗北したフランス軍は包囲を解いた。スペイン軍のテルシオは「スペインがより良かった時代に成し遂げた、轟き渡った成果」を再現したとして、その士気が大きく上がった。しかし、テュレンヌは素早く、冷静に軍を再編成して、フランス軍が敗北に気落ちすることを防いだ。これによりスペイン軍は前線で決定的な優勢を得られなかった。
スペイン王フェリペ4世は勝利を記念する金メダルを作らせ、それを金のサーベルとともにコンデ公に授与した。
しかし、ヴァランシエンヌでの大勝利はスペインにとって逆効果になった。勝利に勇気づけられたマドリードの宮廷はフランスの要求に対し妥協を拒絶したが、スペイン軍は勝利したにもかかわらずその限界にきていた。戦争はだらだらと1659年のピレネー条約まで続いた。条約により、スペインはダンケルクとその近くの地域を失ったが、ヴァランシエンヌの戦い直後で講和した場合より不利なものとなった。